# Bahnhof Ebina
Der Bahnhof Ebina (jap. 海老名駅, Ebina-eki) ist ein Bahnhof auf der japanischen Insel Honshū. Er ist ein bedeutender Verkehrsknotenpunkt und befindet sich in der Präfektur Kanagawa auf dem Gebiet der Stadt Ebina. Erschlossen wird er von je einer Linie der Bahngesellschaften Odakyū Dentetsu, Sagami Tetsudō und JR East.

## Verbindungen
Ebina umfasst zwei betrieblich voneinander getrennte Bahnhöfe, die beide denselben Namen tragen. Den größeren Bahnhof im Osten teilen sich die Bahngesellschaften Odakyū Dentetsu und Sagami Tetsudō. Erstere betreibt die Odakyū Odawara-Linie zwischen Shinjuku und Odawara. Letztere ist für die Sōtetsu-Hauptlinie zuständig, die in Yokohama beginnt und hier ihre westliche Endstation hat. Vom Verkehrsaufkommen her ist die Odawara-Linie die bedeutendere, wobei hier – abgesehen von mehreren Romancecar-Verbindungen – sämtliche Eil- und Schnellzüge halten. Tagsüber werden stündlich bis zu 13 Züge und während der Hauptverkehrszeit bis zu 23 Züge angeboten. Nahverkehrszüge verbinden dabei in der Regel Shinjuku mit Hon-Atsugi. Stadteinwärts werden zahlreiche Züge in Yoyogi-Uehara zur Chiyoda-Linie der U-Bahn Tokio durchgebunden. Auf der Sōtetsu-Hauptlinie fahren tagsüber jede Stunde bis zu zehn Nahverkehrs- und Eilzüge, während der Hauptverkehrszeit bis zu 16. Die meisten davon verkehren nach Yokohama, zwei oder drei je Stunde werden hingegen via Nishiya zur Shōnan-Shinjuku-Linie geleitet und verkehren über Shinjuku hinaus bis nach Kawagoe oder Ōmiya.
Der kleinere Bahnhof im Westen wird von der Sagami-Linie der Bahngesellschaft JR East bedient, die Chigasaki mit Hashimoto verbindet. Nahverkehrszüge fahren während der morgendlichen und abendlichen Hauptverkehrszeit alle 15 Minuten, tagsüber alle 20 Minuten und spätabends im Halbstundentakt. Während der Hauptverkehrszeit fahren einzelne Züge von Hachiōji nach Chigasaki und zurück, ohne dass in Hashimoto umgestiegen werden muss.
Neben der Funktion als Bahnknotenpunkt ist Ebina auch eine bedeutende Drehscheibe des Busverkehrs. Der Busbahnhof vor dem östlichen Bahnhof umfasst sieben Bussteige mit jeweils mehreren Haltestellen. Diese werden von 20 Linien der Gesellschaften Sōtetsu Bus und Kanagawa Chūō Kōtsū, vom Werksbus von Fuji Xerox, von Zubringerlinien zum Flughafen Tokio-Haneda sowie von Nachtbuslinien bedient. Drei weitere Linien von Sōtetsu Bus und Kanagawa Chūō Kōtsū verkehren zum westlichen Bahnhof. Knapp einen halben Kilometer südlich des östlichen Bahnhofs steht der Busterminal Ebina BUSTLE für den Fernbusverkehr.

## Anlage
Der Bahnhof im Stadtteil Megumichō besteht aus zwei betrieblich getrennten Teilen, die von Nordosten nach Südwesten ausgerichtet und etwas mehr als 200 Meter voneinander entfernt sind. Verbunden sind sie durch eine breite gedeckte Fußgängerpassage, die mit einem Fahrsteig ausgestattet ist. Zwischen den beiden Bahnhofsgebäuden und darum herum stehen mehrere Bürohochhäuser, Freizeit- und Kultureinrichtungen sowie Einkaufszentren. Nennenswert sind insbesondere das LaLaport Ebina mit mehr als 250 Geschäften und der Ebina Central Park, eine sich in Richtung Osten erstreckende Einkaufsstraße. Sie tragen wesentlich dazu bei, dass Ebina eine der meistfrequentierten Bahnhöfe der Region ist.
Im Osten steht der größere der beiden Bahnhöfe, der wiederum aus zwei aneinander gebauten Gebäuden zusammengesetzt ist. Der ebenerdige Durchgangsbahnhof der Odawara-Linie besitzt vier Gleise an zwei vollständig überdachten Mittelbahnsteigen. Darüber spannt sich ein weitläufiges Empfangsgebäude in Form eines Reiterbahnhofs, das mit der Fußgängerpassage, dem Busbahnhof und der Einkaufsstraße verbunden ist. Ein wenig nach Norden versetzt steht der leicht erhöht liegende Kopfbahnhof der Sōtetsu-Hauptlinie, der zwei stumpf endende Gleise mit je einem Seitenbahnsteig umfasst. Ebina ist darüber hinaus ein wichtiger betrieblicher Mittelpunkt von Odakyū Dentetsu: Im Südwesten befindet sich ein Betriebswerk mit Depothalle, im Nordosten eine ausgedehnte Abstellanlage mit Platz für rund 300 Bahnwagen. Wesentlich kleiner ist der Bahnhof der Sagami-Linie im Westen. Es handelt sich um einen ebenerdige Durchgangsbahnhof mit zwei Gleisen an einem größtenteils unüberdachten Mittelbahnsteig. Der dazu gehörende Reiterbahnhof ist in die Fußgängerpassage integriert. Zwei weitere Gleise dienten dem Güterverkehr zum Rangierbahnhof Atsugi und sind mit der Sōtetsu-Hauptlinie verbunden.
Im Fiskaljahr 2019 nutzten durchschnittlich 289.891 Fahrgäste täglich den Bahnhof. Davon entfielen 152.370 auf die Odakyū Odawara-Linie, 123.214 auf die Sōtetsu-Hauptlinie und 14.307 auf die Sagami-Linie.

## Bilder

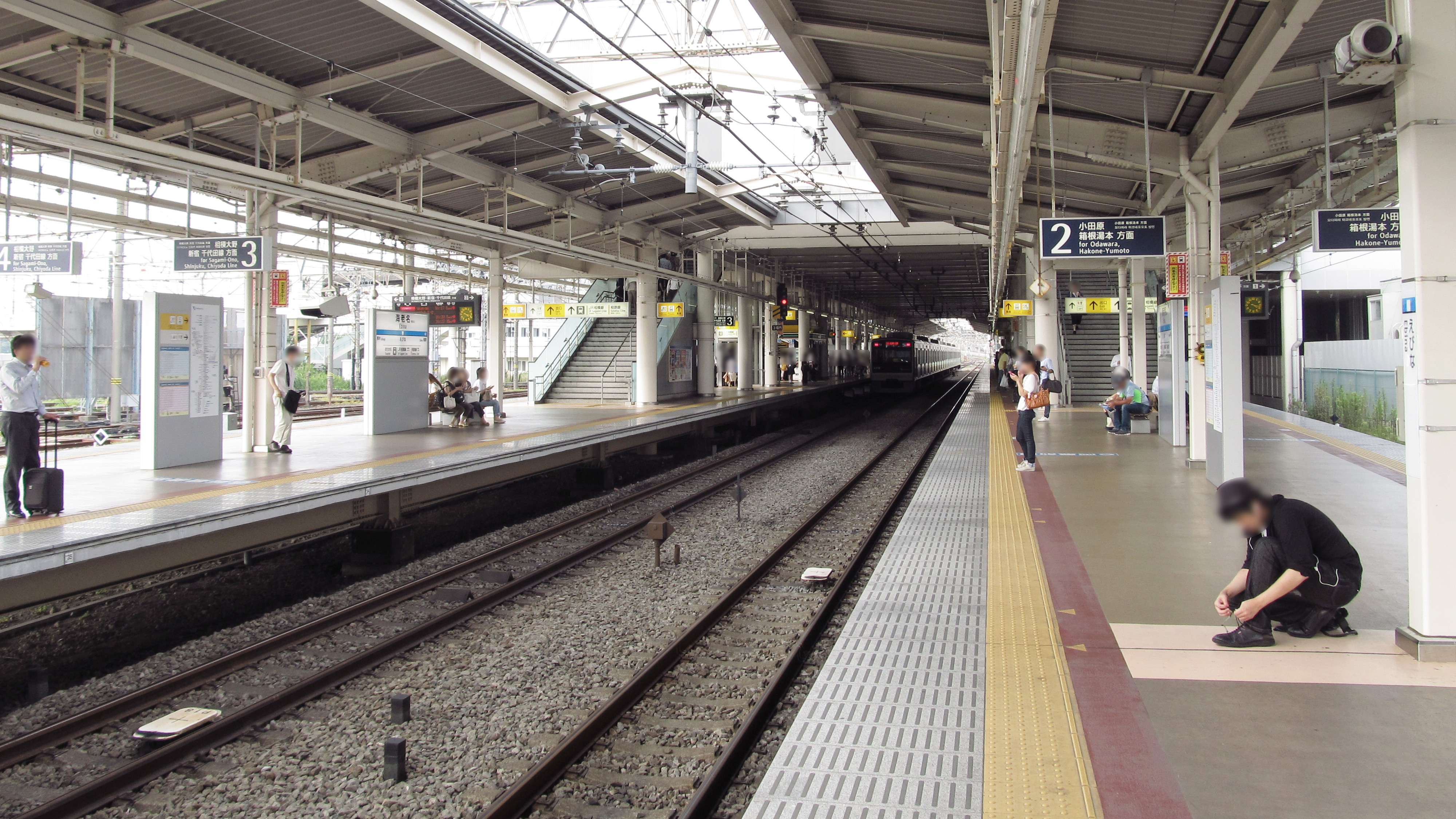
Bahnsteige der Odakyū Dentetsu
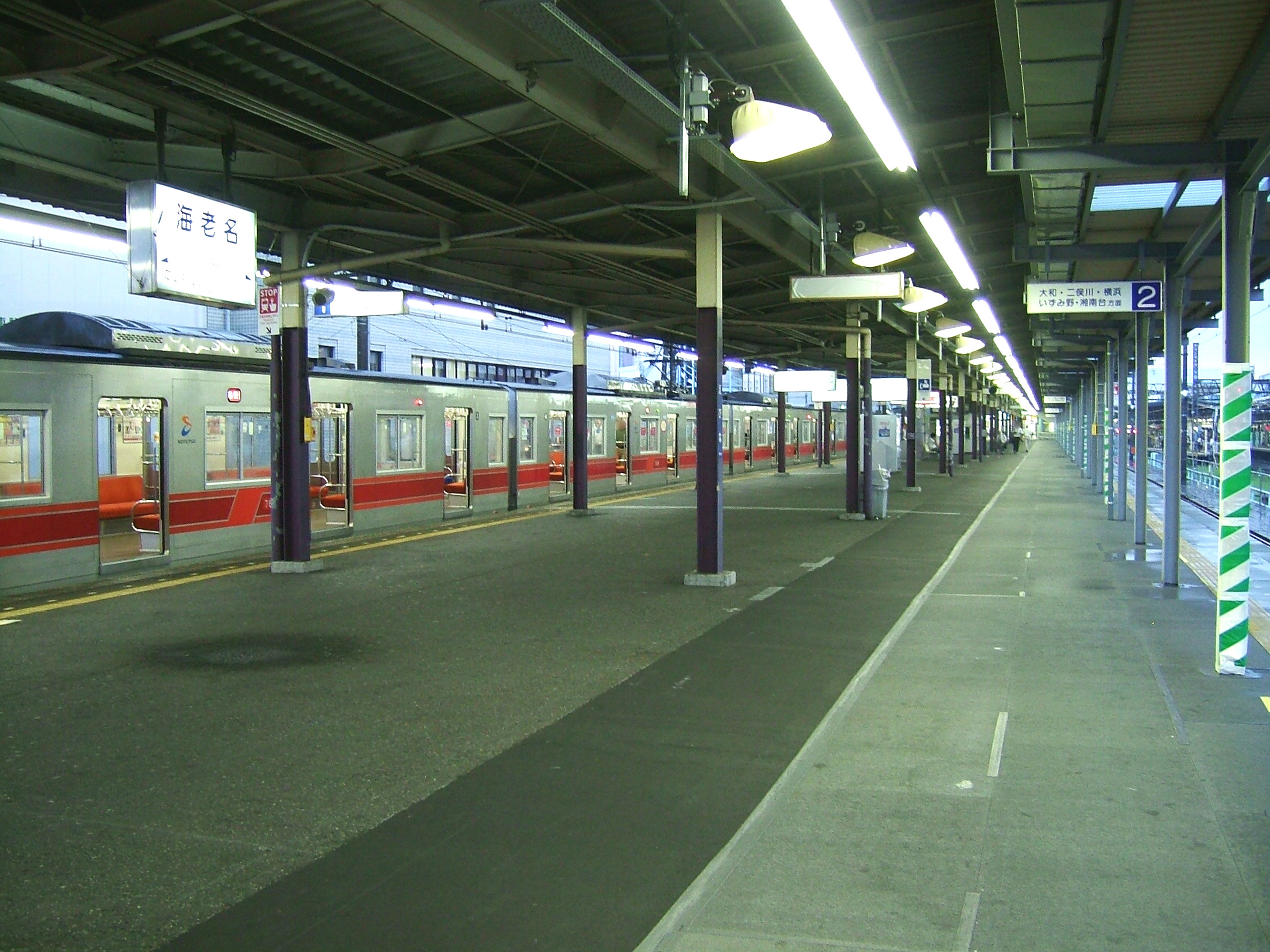
Bahnsteig der Sagami Tetsudō
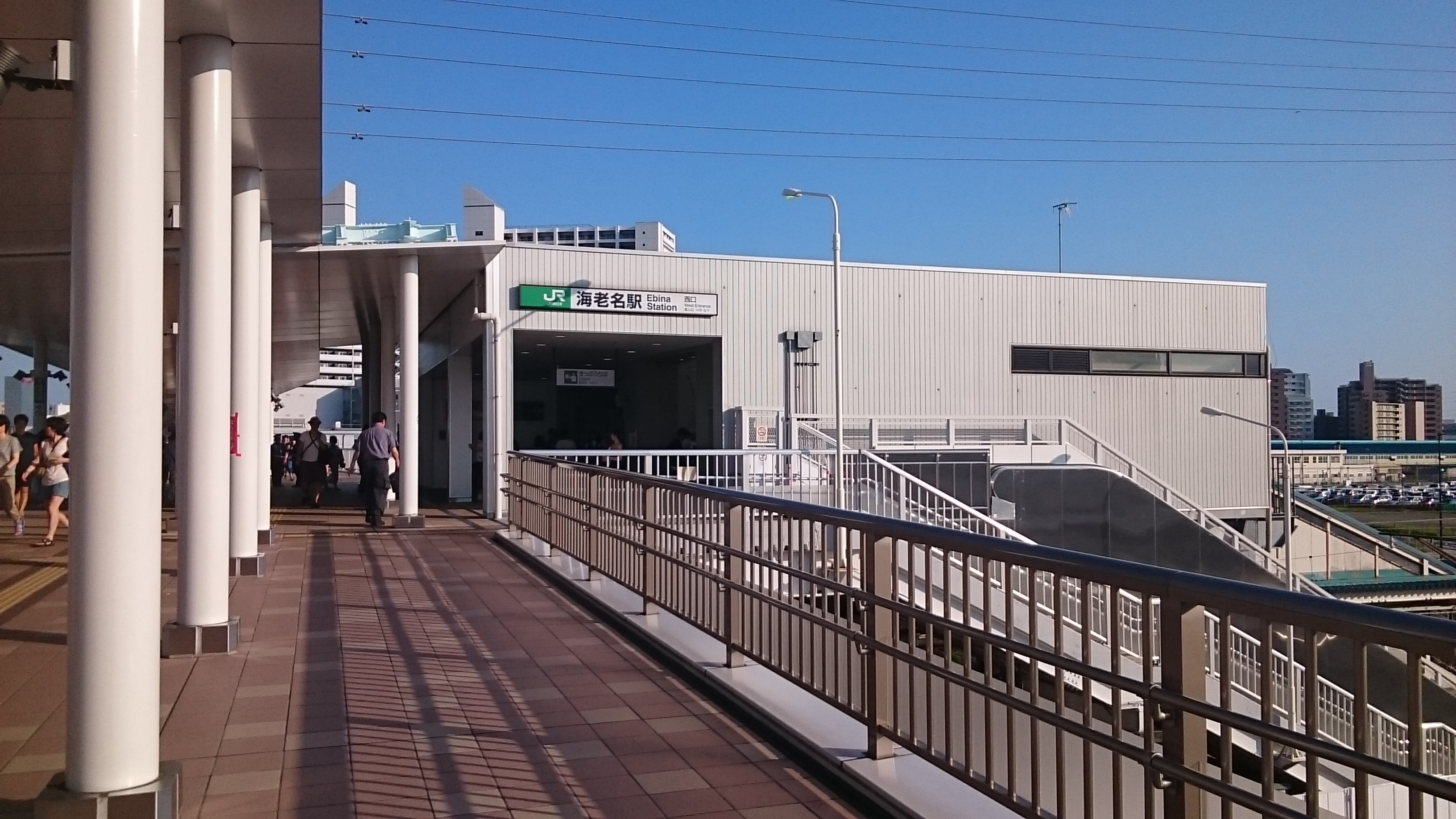
Eingang zum Bahnhof von JR East
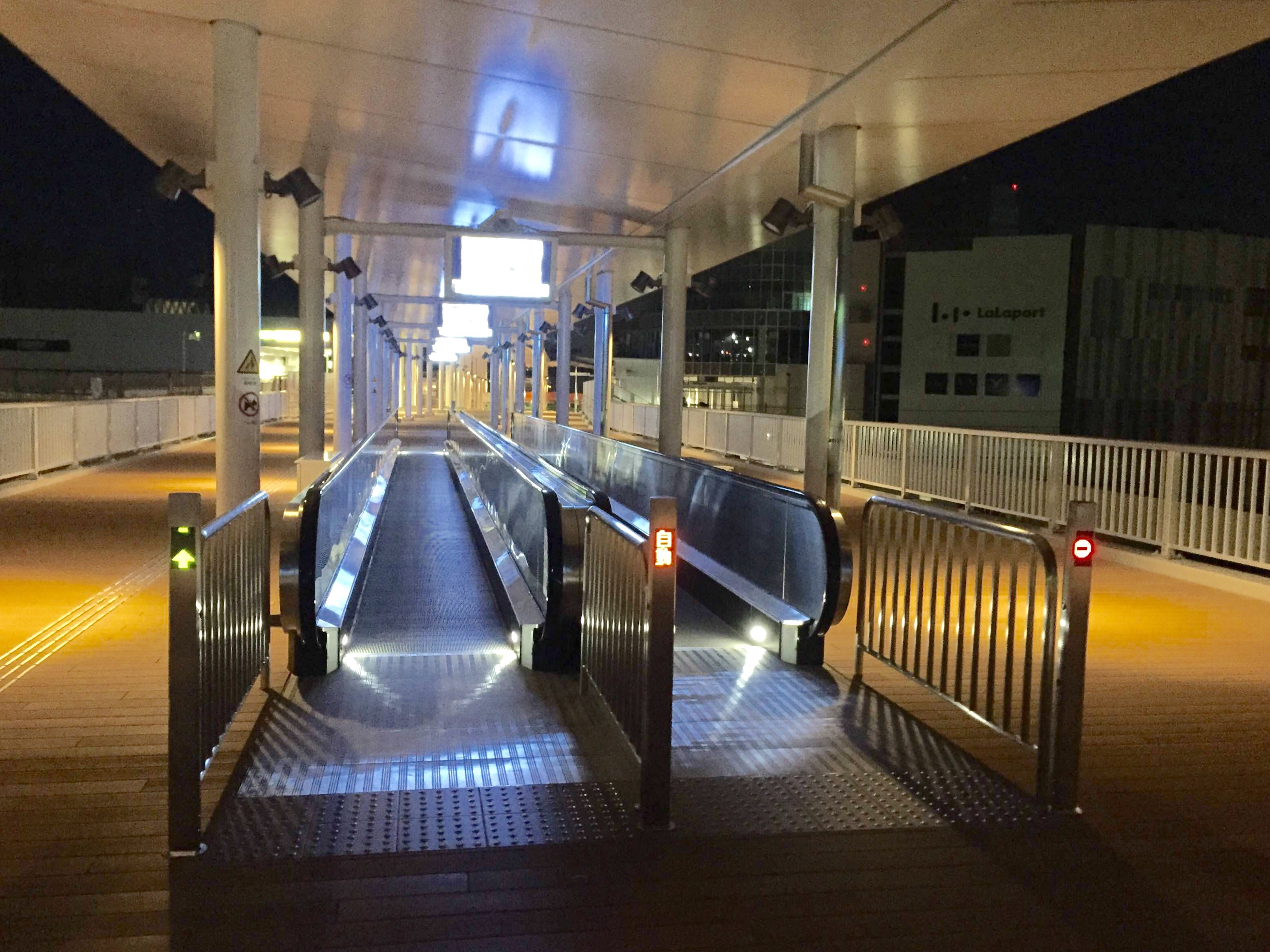
Fußgängerpassage
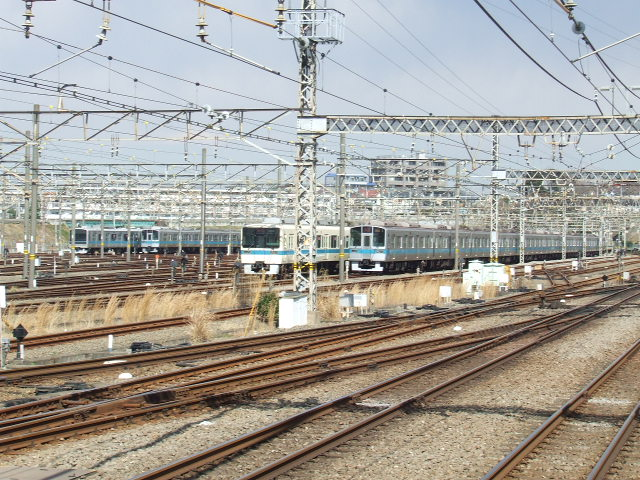
Abstellanlage
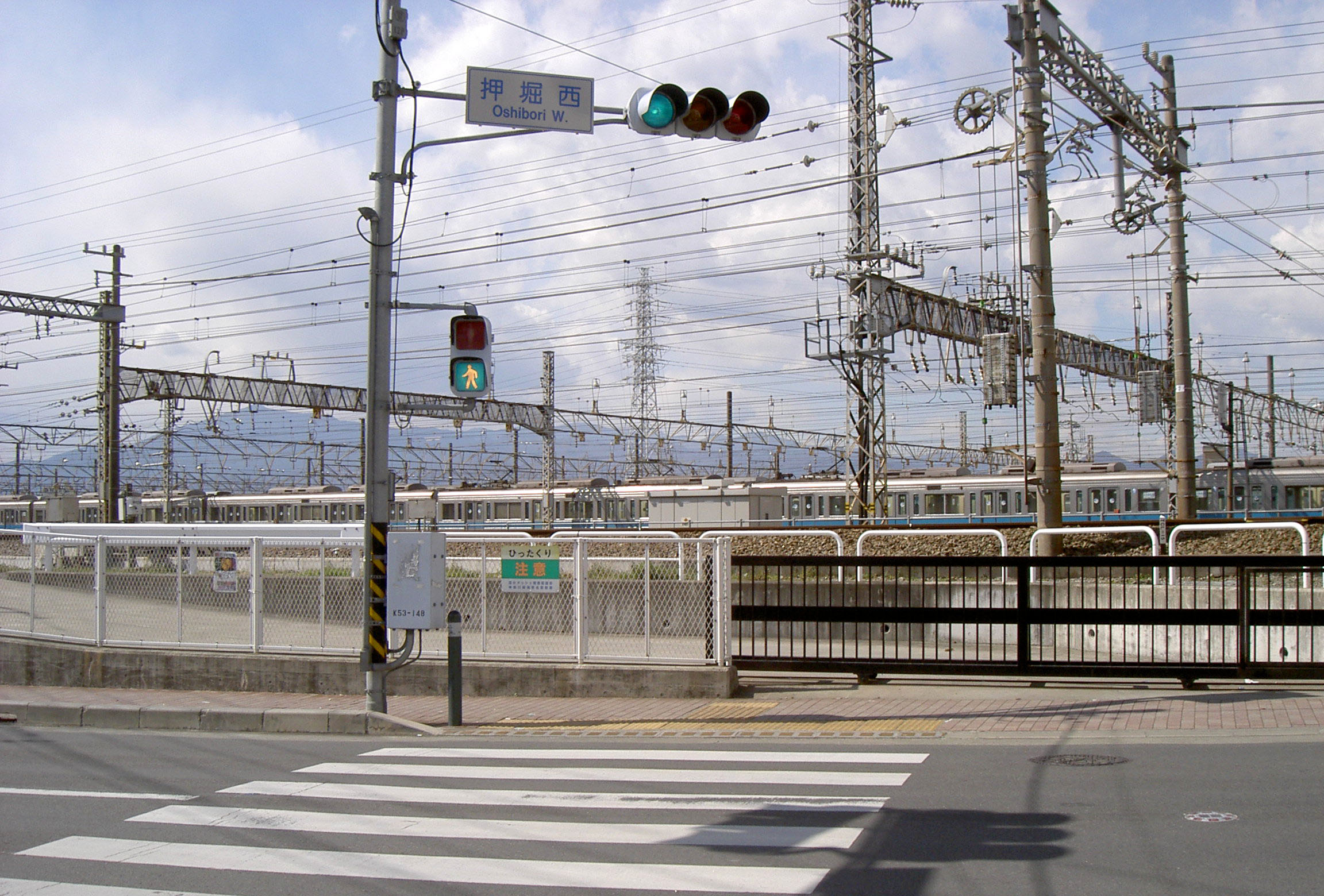
Ehemaliger Standort der Ebina-Station vor dem Umzug (8. März 2007)

## Gleise
Odakyū Dentetsu
| 1/2 | ▉ Odakyū Odawara-Linie | Shin-Matsuda • Odawara • Hakone-Yumoto              |
| 3/4 | ▉ Odakyū Odawara-Linie | Machida • Shin-Yurigaoka • Yoyogi-Uehara • Shinjuku |

Sagami Tetsudō
| 1/2 | ▉ Sōtetsu-Hauptlinie | Yamato • Futamatagawa • Nishiya • Yokohama |

JR East
| 1 | ▉ Sagami-Linie | Atsugi • Chigasaki   |
| 2 | ▉ Sagami-Linie | Hashimoto • Hachiōji |

## Linien
| Verlauf der Sagami-Linie |
| --- |
| Chigasaki • Kita-Chigasaki • Kagawa • Samukawa • Miyayama • Kurami • Kadosawabashi • Shake • Atsugi • Ebina • Iriya • Sōbudaishita • Shimomizo • Harataima • Banda • Kamimizo • Minami-Hashimoto • Hashimoto |

| Verlauf der Odakyū Odawara-Linie |
| --- |
| Shinjuku • Minami-Shinjuku • Sangūbashi • Yoyogi-Hachiman • Yoyogi-Uehara • Higashi-Kitazawa • Shimo-Kitazawa • Setagaya-Daita • Umegaoka • Gōtokuji • Kyōdō • Chitose-Funabashi • Soshigaya-Ōkura • Seijōgakuen-mae • Kitami • Komae • Izumi-Tamagawa • Noborito • Mukōgaoka-Yūen • Ikuta • Yomiuriland-mae • Yurigaoka • Shin-Yurigaoka • Kakio • Tsurukawa • Tamagawagakuen-mae • Machida • Sagami-Ōno • Odakyū-Sagamihara • Sōbudai-mae • Zama • Ebina • Atsugi • Hon-Atsugi • Aikō-Ishida • Isehara • Tsurumaki-Onsen • Tōkaidaigaku-mae • Hadano • Shibusawa • Shin-Matsuda • Kaisei • Kayama • Tomizu • Hotaruda • Ashigara • Odawara |

## Geschichte
Alle drei Bahnstrecken bestanden bereits seit den 1920er Jahren. Ebina war damals lediglich ein kleines Dorf, weshalb die Züge hier zunächst ohne Halt durchfuhren und erst im knapp zwei Kilometer südwestlich gelegenen Bahnhof Atsugi hielten. Die Sagami Tetsudō eröffnete am 25. November 1941 einen neuen Bahnhof an der Sōtetsu-Hauptlinie, um die in der Zwischenzeit größer gewordene Siedlung zu erschließen. Ab 1. April 1943 hielten hier auch Züge von Odakyū Dentetsu, zumal die Sagami Tetsudō ab hier die Odakyū Odawara-Linie bis Hon-Atsugi mitbenutzte. Diese Parallelführung hatte zwei Jahrzehnte später allmählich einen Kapazitätsengpass zur Folge, weshalb die Sagami Tetsudō am 5. November 1964 ihre westliche Endstation nach Ebina verlegte.
Ab 18. Dezember 1972 hielten auf der Odawara-Linie verkehrende Schnellzüge auch in Ebina und am selben Tag nahm die Odakyū Dentetsu eine Abstellanlage in Betrieb. Ein Jahr später, am 21. Dezember 1973, wurde der gemeinsam mit der Sagami Tetsudō genutzte Bahnhof um rund 400 Meter nach Westen an seinen heutigen Standort versetzt. Die von der Japanischen Staatsbahn betriebene Sagami-Linie blieb von dieser Maßnahme unberührt, obwohl ihre Trasse nur rund 200 Meter davon entfernt verläuft. Aus diesem Grund strebte die Stadt Ebina eine Verbesserung der Umsteigebeziehungen an und finanzierte vollumfänglich den Bau eines zusätzlichen Bahnhofs an der Sagami-Linie. Dessen Eröffnung erfolgte am 21. März 1987. Nur elf Tage später, am 1. April, ging der neue Bahnhofteil im Rahmen der Staatsbahnprivatisierung in den Besitz der neuen Gesellschaft JR East über.
Nachdem Odakyū Dentetsu und Sagami Tetsudō im Januar 2006 eine entsprechende Vereinbarung unterzeichnet hatten, begann drei Jahre später ein umfangreicher Umbau des älteren Bahnhofteils. Gründe dafür waren die gestiegenen Anforderungen vor allem hinsichtlich der Barrierefreiheit und eine starke Überlastung vor allem während der Hauptverkehrszeit. Die Arbeiten umfassten die Verbreiterung der Überführung, eine neue Schalterhalle an der Ostseite, eine Dienststelle der Bahnpolizei sowie den Einbau von Rolltreppen und Aufzügen. Abgeschlossen waren sie im August 2010. Anschließend wurde die Überführung bis zum Bahnhof der Sagami-Linie verlängert. Damit verbunden ist ein bedeutendes Stadterneuerungsprojekt auf der Brache zwischen beiden Bahnhofteilen.